# Yvette Williams
Yvette Winifred Corlett-Williams (Dunedin, 25 april 1929 – Auckland, 13 april 2019) was een Nieuw-Zeelandse atlete, die was gespecialiseerd in het verspringen. Ze werd op dit atletiekonderdeel olympisch en Gemenebest-kampioene en vestigde in 1954 een wereldrecord. Ook in andere onderdelen van de atletiek behaalde zij echter vele nationale en internationale successen, met name bij de werpnummers.

## Loopbaan

### 21 nationale titels
Williams beoefende tijdens haar middelbareschooltijd verschillende sporten, waaronder basketbal. Hierin werd zij zelfs zo goed, dat zij zowel in 1950 als van 1953 tot en 1955 deel uitmaakte van het nationale team van Nieuw-Zeeland. Eerder had zij zich aan het begin van 1947 reeds aangemeld bij de Otago Athletic Club, aanvankelijk alleen om sociale redenen. Twee maanden later kreeg zij echter nationale bekendheid, toen zij bij de Nieuw-Zeelandse kampioenschappen het kogelstoten won. Het was haar eerste van in totaal 21 nationale titels, verdeeld over vijf verschillende disciplines, die zij tussen 1947 en 1954 zou veroveren. Williams is hiermee een van de meest succesvolle atletes van Nieuw-Zeeland ooit.

### Olympisch goud in 1952
In 1950 won Williams bij de Gemenebestspelen in Auckland het onderdeel verspringen en behaalde een zilveren medaille bij het speerwerpen. Op de Olympische Spelen van 1952 in Helsinki won ze een gouden medaille bij het verspringen. Met een beste poging van 6,24 m, één centimeter onder het wereldrecord, versloeg ze de Russische Aleksandra Chudina (zilver; 6,14) en Britse Shirley Cawley (brons; 5,92). Aanvankelijk zag het er in de finale in het geheel niet naar uit, dat Yvette Williams zou winnen. Haar eerste twee pogingen waren zelfs ongeldig. Maar bij haar vierde poging maakte ze aan alle onzekerheid een eind en liet 6,24 optekenen. Bij het kogelstoten werd ze met 13,35 zesde. Met haar titel bij het verspringen werd Williams de eerste Nieuw-Zeelandse vrouw die een gouden olympische medaille won.

### Wereldrecord overgenomen van Fanny Blankers-Koen
Op de Gemenebestspelen van 1954 in Vancouver behaalde Williams drie gouden medailles (verspringen, kogelstoten en discuswerpen). In datzelfde jaar verbeterde zij het wereldrecord verspringen, dat sinds 1943 met 6,25 op naam stond van Fanny Blankers-Koen, tot 6,28.
Yvette Williams beëindigde haar atletiekloopbaan vóór de volgende Olympische Spelen, die van 1956 in Melbourne. Ze was inmiddels getrouwd met basketbal- en softbalspeler Buddy Corlett (1921-2015) en plannen over het stichten van een gezin kregen de overhand. Het echtpaar heeft vier kinderen die allemaal uitblonken in de sport.

### Atlete van de eeuw
In 1987 werd Yvette Williams, ter gelegenheid van de viering van het 100-jarig bestaan van de Nieuw-Zeelandse Atletiekbond (NZAAA), uitgeroepen tot 'Nieuw-Zeelands atlete van de eeuw'.

## Titels
- Olympisch kampioene verspringen - 1952
- Gemenebestkampioene verspringen - 1950, 1954
- Gemenebestkampioene kogelstoten - 1954
- Gemenebestkampioene discuswerpen - 1954
- Nieuw-Zeelands kampioene 80 m horden - 1954
- Nieuw-Zeelands kampioene verspringen - 1948, 1949, 1950, 1951, 1952, 1953, 1954
- Nieuw-Zeelands kampioene kogelstoten - 1947, 1948, 1949, 1950, 1951, 1952, 1953, 1954
- Nieuw-Zeelands kampioene discuswerpen - 1951, 1952, 1953, 1954
- Nieuw-Zeelands kampioene speerwerpen - 1950

## Persoonlijke records
| Onderdeel    | Prestatie      | Datum            | Plaats   |
| ------------ | -------------- | ---------------- | -------- |
| verspringen  | 6,28 m (ex-WR) | 20 februari 1954 | Gisborne |
| kogelstoten  | 13,955 m       | 1954             |          |
| discuswerpen | 47,85 m        | 1954             |          |

## Palmares

### verspringen
- 1950:  Gemenebestspelen - 5,90 m
- 1952:  OS - 6,24 m
- 1954:  Gemenebestspelen - 6,08 m

### speerwerpen
- 1950:  Gemenebestspelen - 37,96 m

### kogelstoten
- 1952: 6e OS - 13,35 m
- 1954:  Gemenebestspelen - 13,96 m

### discuswerpen
- 1954:  Gemenebestspelen - 45,01 m

## Onderscheidingen
- Nieuw-Zeelands atlete van de eeuw - 1987

1948: Olga Gyarmati ·
1952: Yvette Williams ·
1956: Elżbieta Krzesińska ·
1960: Vera Krepkina ·
1964: Mary Rand ·
1968: Viorica Viscopoleanu ·
1972: Heide Rosendahl ·
1976: Angela Voigt ·
1980: Tatjana Kolpakova ·
1984: Anișoara Cușmir-Stanciu ·
1988: Jackie Joyner-Kersee ·
1992: Heike Drechsler ·
1996: Chioma Ajunwa ·
2000: Heike Drechsler ·
2004: Tatjana Lebedeva ·
2008: Maurren Maggi ·
2012: Brittney Reese ·
2016: Tianna Bartoletta ·
2020: Malaika Mihambo ·
2024: Tara Davis-Woodhall